# Девришова, Айсу Рамазан кызы
Айсу Рамазан кызы Девришова (азерб. Aysu Ramazan qızı Devrişova, род. 16 сентября 2005, Катех, Балакенский район) — азербайджанская спортсменка, выступающая в боксе, кикбоксинге, тайском боксе и савате, чемпионка Азербайджана по боксу среди девушек 2022 года, бронзовая призёрка V Игр исламской солидарности и III Европейских игр.

## Биография
Айсу Рамазан кызы Девришова родилась 15 сентября 2005 года в Балакенском районе Азербайджана. Является ученицей средней школы № 210 Низаминского района города Баку.
В мае 2022 года заняла третье место на Кубке мира по савату в Пловдиве. В августе 2022 года завоевала бронзу в кикбоксинге (весовая категория до 57 кг) на V Играх исламской солидарности в турецкой Конье. В ноябре этого же года выступила на чемпионате мира по боксу среди юниоров в испанском Аликанте, где на старте проиграла представительнице США и будущей чемпионке Гваделупе Перес. В декабре 2022 года выиграла юношеский чемпионат Азербайджана по боксу.
В июне 2023 года приняла участие на III Европейских играх в Кракове. Это были первые взрослые соревнования по тайскому боксу в карьере Девришовой. На этих Играх она в четвертьфинале весовой категории до 57 кг одержала победу над спортсменкой из Хорватии Питесой Зельжаной, выйдя в полуфинал. Здесь она уступила Патрисии Акслинг из Швеции и стала бронзовой призёркой Игр.